# Semocharista idiospila
Semocharista idiospila är en fjärilsart som beskrevs av Edward Meyrick 1922. Semocharista idiospila ingår i släktet Semocharista och familjen stävmalar. Inga underarter finns listade i Catalogue of Life.